# 505
505 (DV) fue un año común comenzado en sábado del calendario juliano, en vigor en aquella fecha.
En el Imperio romano, el año fue nombrado el del consulado de Teodoro y Sabiniano, o menos comúnmente, como el 1258 Ab urbe condita, adquiriendo su denominación como 505 al establecerse el anno Domini por el 525.

## Acontecimientos
- Un terremoto daña el Coliseo de Roma, que había sufrido daños en uno anterior, en 422.

## Nacimientos
- Belisario, general bizantino.
- Varaja Mijira (m. 587) astrónomo, matemático y astrólogo indio.